# 義姫
義姫（よしひめ、天文17年（1547年・1548年とも） - 元和9年7月17日（1623年8月13日））は、出羽国の戦国大名最上義守の娘。最上義光の2歳下の妹にあたる。伊達輝宗の正室で、伊達政宗の母。通称は米沢城の東館に住んだことからお東の方や最上御前とも呼ばれた。出家後の院号は保春院。

## 生涯
出羽国山形城にて最上義守の娘として生まれる。義姫は兄の義光とは仲が良く、両者の間で遣り取りした手紙が多数残されている。
永禄7年（1564年）頃、最上氏と対立していた伊達輝宗に嫁ぎ、永禄10年8月3日（1567年9月5日）、19歳で政宗を産み、その後小次郎・二女（ともに夭折）を産む。

### 伊達家時代
天正6年（1578年）、上山城主・上山満兼が彼女の夫・輝宗と連合し兄・義光を攻め、義光は不利な状況に陥った。兄の危険を察した義姫は、駕籠で陣中を突っ切り夫の元へ参じ、輝宗に抗議をし撤兵をさせた。
天正12年（1584年）、政宗が伊達家の家督を継ぐ。1585年には輝宗が二本松義継に殺され未亡人となった。彼女は、隠居したといえど影響力のある輝宗を疎んじた政宗が、謀殺したのではないかと疑い、政宗に関して不信感を抱いたとされる。さらに政宗が各地に進撃する中、最上家とは遠縁にあたる塩松氏に攻め込んだり、最上家の本家にあたる大崎氏に攻め込んだことが、彼女に不快感を抱かせた。
一方、彼女の兄・義光も政宗に警戒を強め、自らも庄内侵攻を開始し、伊達・最上間の対立もより深刻化していった。このことが、彼女の伊達家中での立場を悪化させていった。
天正16年（1588年）の大崎合戦では、政宗が義光によって包囲され危機的な状況に陥った。このような状況において、義姫が戦場に輿で乗り込み、両軍の停戦を促した。義光は和睦は屈辱であると感じたが、妹の頼みを断ることが出来なかった。このため、80日ほど休戦の後に両者は和睦している。この後、義光は伊達・大崎間の調停に努めるが、伊達側は最上側に不信を抱き上手くいかなかった。この時、義光が義姫に間を取り持つよう哀願した書状が残されており、義姫が兄から信頼され、かつ伊達家において発言権を持っていたことが分かる。

### 政宗小田原参陣前の混乱
政宗が豊臣秀吉の小田原征伐に参陣しようとしていた天正18年（1590年）、義姫自身が毒入りの膳を政宗に差し出す事件が起こったとされてきた。政宗は毒を口にしたが、解毒剤のおかげで難を逃れたという。この件により母子の対立は頂点に達し、政宗は弟・小次郎を自ら斬殺したと伝わる。ただし、この毒殺未遂の根本史料は伝わっておらず、話が詳細に伝わるのは江戸時代の記録「治家記録」などによるもので、治家記録では食事をする前に御膳番衆が企みを見抜き、政宗はそのまま帰宅したとされているが、これについても否定的な見解があり、この混乱期の政情については諸説あるのが現状である。
政宗の小次郎斬殺後も、義姫は伊達家に留まり母子は親しく文の遣り取りをしていた。彼女は文禄2年（1593年）には、朝鮮で従軍中の政宗へ、現金三両と和歌（あきかぜの　たつ唐舟に　帆をあげて　君かえりこん　日のもとの空）を添付した手紙を届ける。政宗はこの書状に感激、母への進物を探し回り、ようやく朝鮮木綿を入手すると「ひとたび拝み申したく念望にて候」としたためた書状を送った。

### 出奔・帰還後
翌文禄3年（1594年）、政宗の養育係を務め、当時は愛姫付きだった片倉喜多が蟄居を申し付けられた。この年、政宗の師である虎哉宗乙が京都にいる政宗の大叔父にあてた手紙によると、11月4日に義姫が岩出山から出奔して山形の最上家に戻ったとある。岩出山の留守をあずかる屋代景頼が上洛したその留守中のことであった。
慶長5年（1600年）、奥羽では慶長出羽合戦が勃発する。この際、政宗は最上義光より援軍を請われ、義姫も政宗に援軍を急かす書状を送っている。片倉景綱は政宗に、最上勢と敵軍が疲弊するのを傍観して待つよう進言したが、母の安否を気遣った彼はその言を退け援軍を派遣したと言われている戦後、義姫は政宗と援軍の留守政景に対して感謝の書状を送った。
慶長19年（1614年）に義光が没した。義姫は兄の死後、最上家中がすっかり様変わりしたと嘆いていたという。その後の内紛によって元和8年（1622年）に最上氏が改易されると義姫は行き場を失い、元和9年（1623年）には政宗を頼って仙台城に入り、落飾した。この頃の義姫は目と脚が悪くなっていたようだが、江戸にいる政宗の正室・愛姫に手製の下げ袋を贈り、感激させている。同年7月16日、仙台にて死去。戒名は花窓久栄尼大姉、覚範禅寺に於いて火葬される。享年76。
政宗はこの時期、嫡子忠宗と共に京に上っており、母の訃報を知ったのは、7月下旬のことであった。政宗不在の中、葬儀は8月5日に仙台北山に於いて執り行われた。

### 死後
政宗は寛永12年（1635年）、母の十三回忌にあたり菩提を弔うため、若林城の付近に臨済宗少林山保春院を建立し、翌年の2日前の4月18日に落成を祝った。保春院は、宝暦2年（1757年）に火事で焼けてしまったが、政宗自ら作った母の位牌が残り、再建された保春院に安置されている。また保春院のある一帯の住所（若林区保春院前丁）などに名前を残している。
手紙のやり取りや仙台城に迎え入れられた際、二人が交わした和歌の内容や、政宗の発言からして、晩年には義姫・政宗母子は和解していたとみられる。